# Joanne Pavey
Joanne Marie Jo Pavey (dekliški priimek Davis), angleška atletinja, * 20. september 1973, Honiton, Devon, Anglija, Združeno kraljestvo.
Nastopila je na poletnih olimpijskih igrah v letih 2000, 2004, 2008, 2012 in 2016, dosegla je peto in sedmo mesto v teku na 5000 m ter sedmo in deseto mesto v teku na 10000 m. Na svetovnih prvenstvih je osvojila bronasto medaljo v teku na 10000 leta 2007, na evropskih prvenstvih naslov prvakinje leta 2014 in podprvakinje leta 2012 v isti disciplini, na igrah Skupnosti narodov pa srebrno in bronasto medaljo v teku na 5000 m.